# Носенко, Владимир (легкоатлет)
Владимир Носенко (род. 14 апреля 1949) — советский легкоатлет, специалист по бегу на короткие дистанции. Выступал за сборную СССР по лёгкой атлетике в 1960-х и 1970-х годах, обладатель бронзовой медали Всемирной Универсиады в Риме, чемпион СССР, многократный призёр первенств всесоюзного и республиканского значения. Представлял Одессу и Минск, спортивное общество «Буревестник», Вооружённые силы.

## Биография
Владимир Носенко родился 14 апреля 1949 года. Занимался лёгкой атлетикой в Одессе и Минске, выступал за добровольное спортивное общество «Буревестник» и Советскую Армию соответственно.
Первого серьёзного успеха на международном уровне добился в сезоне 1968 года, когда вошёл в состав советской сборной и выступил на Европейских юниорских легкоатлетических играх в Лейпциге, где стал бронзовым призёром в индивидуальном беге на 400 метров и вместе с соотечественниками одержал победу в эстафете 4 × 400 метров.
В 1971 году бежал эстафету 4 × 400 метров на чемпионате Европы в Хельсинки, став в финале четвёртым.
В 1972 году на чемпионате СССР в Москве с командой «Буревестника» завоевал золотую награду в эстафете 4 × 400 метров.
В 1973 году выиграл 400 метров на чемпионате СССР в помещении в Москве.
На чемпионате СССР 1974 года в Москве был лучшим в беге на 400 метров и в эстафете 4 × 400 метров. Принимал участие в эстафетных забегах чемпионата Европы в Риме — советские спринтеры благополучно преодолели предварительный квалификационный этап, но в финале сошли.
В 1975 году в дисциплине 400 метров победил на зимнем чемпионате СССР в Ленинграде, стартовал в матчевой встрече со сборной США в Киеве. Будучи студентом, представлял Советский Союз на Всемирной Универсиаде в Риме — в финале эстафеты 4 × 400 метров вместе с соотечественниками Павлом Козбаном, Николаем Явтушенко и Александром Братчиковым выиграл бронзовую медаль, уступив только командам из Польши и Югославии.
В 1976 году на чемпионате СССР в Киеве с личным рекордом 46,79 стал серебряным призёром в беге на 400 метров, завоевал золото в эстафете 4 × 400 метров на чемпионате СССР по эстафетному бегу в Ереване.
В 1977 году в дисциплине 400 метров получил серебро на зимнем чемпионате СССР в Минске, в эстафете 4 × 400 метров взял бронзу на летнем чемпионате СССР в Москве.